# O mea cella
O mea cella ("O mio monastero"), nota anche come Cella Alcuini ("Il monastero di Alcuino") è una poesia di Alcuino di York scritta nella forma di un'elegia, per un totale di 38 versi. 
Il componimento si trova incluso nell'edizione di Ernst Dümmler sotto il numero 23 (ed. MGH, Poetae Latini Aevi Carolini I, pp. 243 – 244).

## Testo e traduzione
[Carm. XXIII]
O mea cella, mihi habitatio dulcis, amata,
Semper in aeternum, o mea cella, vale.
Undique te cingit ramis resonantibus arbos,
Silvula florigeris semper onusta comis.
5 Prata salutiferis florebunt omnia et herbis,
Quas medici quaerit dextra salutis ope.
Flumina te cingunt florentibus undique ripis,
Retia piscator qua sua tendit ovans.
Pomiferis redolent ramis tua claustra per hortos,
10 Lilia cum rosulis candida mixta rubris.
Omne genus volucrum matutinas personat odas
Atque creatorem laudat in ore deum.
In te personuit quondam vox alma magistri,
Quae sacro sophiae tradidit ore libros.
15 In te temporibus certis laus sancta tonantis
Pacificis sonuit vocibus atque animis.
Te, mea cella, modo lacrimosis plango camenis,
Atque gemens casus pectore plango tuos.
Tu subito quoniam fugisti carmina vatum.
20 Atque ignota manus te modo tota tenet.
Te modo nec Flaccus nec vatis Homerus habebit,
Nec pueri musas per tua tecta canunt.
Vertitur omne decus saecli sic namque repente:
Omnia mutantur ordinibus varis.
25 Nil manet aeternum, nihil immutabile vere est,
Obscurat sacrum nox tenebrosa diem.
Decutit et flores subito hiems frigida pulcros,
Perturbat placidum et tristior aura mare.
Qua campis cervos agitabat sacra iuventus,
30 Incumbit fessus nunc baculo senior.
Nos miseri, cur te fugitivum, mundus, amamus?
Tu fugis a nobis semper ubique ruens.
Tu fugiens fugias; Christum nos semper amemus.
Semper amor teneat pectora nostra dei.
35 Ille pius famulos diro defendat ab hoste,
Ad caelum rapiens pectora nostra, suos;
Pectore quem pariter toto laudemus, amemus:
Nostra est ille pius gloria, vita, salus.

[Il mio monastero]
O monastero mio, dolce dimora,
addio per sempre, amore caro, addio!
Ti copre fremente l'abbraccio dei rami
del piccolo bosco uggito sovente di fronde fiorite;
5 e i prati, ormai tutti distesi di erbe bennate 
che i medici cercano, e danno salute;
feconde le rive dei fiumi ti cingono
(il pescatore vi getta le reti, festante); 
il tuo chiostro perfonde profumi dagli orti pomosi,
10 se i candidi gigli trascorrono in rosse roselle.
Cantano gli uccelli del creato le odi del mattino, 
lodando il dio creatore.
Un tempo in te suonava sacra la voce del maestro,
che ci nutrì coi libri di saggezza.
15 In te a ritmi fissi lode santa la voce 
dell'anima piena di pace cantava all'Onnipotente.
Te, monastero, piange la mia musa 
intristita, e la tua disgrazia,
perché non sapevi e hai visto fuggiti i sacri canti dei poeti.
20 E ora ti apre una mano straniera:
non ti abita più Flacco, non più Omero.
Nessun ragazzo canta alle muse, in te.
La bellezza del mondo è distrutta così d'improvviso 
e tutto trasmuta nell'ordine del disordine cangiante
25 (niente permane d'eterno, niente più è certo, 
se la notte di mala tenèbra oscura la luce sacra del giorno).
Di schianto raggela l'inverno e abbatte i fiori aggraziati,
perché il vento si fa iroso e percuote il mare sereno.
Dove il ragazzo inseguiva i cervi nei campi
30 è fermo ormai e s'appoggia pesante al bastone un vecchio.
Perché vogliamo la disgrazia di amarti, mondo fugace?
Tu sai solamente fuggire da noi:
a te dunque una fuga lontana, a noi sempre l'amore per Cristo.
Il cuore abbracci sempre l'amore di Dio!
35 Egli è l'amore che difende i suoi servi dal crudele nemico, 
sollevando al cielo i nostri cuori.
Il cuore lo ama perché sempre lo loda:
Egli è l'amore che è nostra gloria, vita e salvezza!
[Trad. G. Agosti]

## Genere e metro
Si tratta di un'elegia costruita sull'alternanza di distici, in ognuno dei quali si succedono coppie di esametri e pentametri. Il modello stilistico a cui Alcuino guarda, oltre che quello virgiliano, è sicuramente quello ovidiano, come dimostrano i molti paralleli che sul piano linguistico emergono con le opere del poeta. Si contano in tutto 19 esametri, per la maggior parte costituiti dalle sequenze DDSS e DSDS.

## Contenuto
All'interno del carme Alcuino si rivolge con straordinaria dolcezza al proprio monastero, dando un estremo saluto al luogo nel quale ha trascorso gli anni della sua giovinezza e che ora si trova costretto a dover abbandonare per sempre. Tutto è giocato su una malinconica opposizione tra presente e passato, che porta l'io a delineare i contorni del locus amoenus monastico, di cui si richiamano di continuo frammenti sfuocati dalla memoria e dal tempo: “alberi, musiche, fiori, erbe, fiumi e pesca, frutti e uccelli, voci di scuola, voci di chiesa”.
Il rimpianto per gli anni trascorsi finisce con il tradursi in una più sofferta riflessione sulla fugacità e sull'irreversibilità del tempo (“Dove il ragazzo inseguiva i cervi nei campi, è fermo ormai e s'appoggia pesante al bastone un vecchio”, vv. 29 – 30), che porta il poeta a sacralizzare la giovinezza e a chiedersi per quale ragione l'uomo, potendo astrarsi dal mondo e anelare al cielo, preferisca di continuo abbracciare ciò che è effimero: “Perché vogliamo la disgrazia di amarti, mondo fugace?” (v. 31). 
Nell'amore per Cristo (vv. 33 – 38) sembra infine sciogliersi questo eterno paradosso, lasciando tuttavia irrisolto e di continuo destinato a riproporsi quel sentimento di imperitura tensione che l'uomo (medievale e non solo) vive tra finito e infinito.

## Identificazione dellacellae coordinate spazio-temporali
L'esatta identificazione del monastero a cui Alcuino fa riferimento è stata a lungo dibattuta dagli studiosi che se ne sono occupati; i luoghi che sono stati considerati come possibili scenari del carme sono Ferrièries, Saint-Loup a Troyes, Saint-Martin a Tours, Saint-Josse-sur-Mer, Berg e York. 
Di particolare peso sembrano essere le ragioni poste a suffragio della collocazione inglese: la cella che Alcuino apostrofa sarebbe quella di York, dove egli trascorre la sua giovinezza e viene educato presso la scuola della cattedrale dagli arcivescovi Egberto e Aelberto. Fra i maggiori argomenti posti a sostegno di questa tesi se ne ricordano in particolare due, in ordine di rilevanza:
- Il profondo legame che Alcuino ha sempre dimostrato nei confronti di York durante tutto il corso della propria esistenza, tanto da arrivare ad esprimere l'auspicio che la sua anima possa far ritorno in quei luoghi dopo la sua morte, anche se il suo corpo non potrà farlo (cfr. MGH Epistolae Aevi Carolini II, ed. E. Dümmler, ep. 42, p. 86);
- La possibilità di legare i casus (it. le sventure) che Alcuino piange al v. 18 a precise contingenze legate al contesto inglese, prima fra tutte la devastazione di cui l'abate parla al re Offa di Mercia, subito dopo l'uccisione di Etelredo (cfr. MGH, ep. 101, p. 147: “luoghi santissimi devastati dai pagani, altari macchiati dall'ingiuria, monasteri violati dagli adulteri”). Alcuni versi trovano anche una certa corrispondenza, sia tematica che testuale (cfr. vv. 46, 64, 70, 146, 191) con il De clade Lindisfarnensis monasterii, poemetto dal tono drammatico scritto dal poeta stesso intorno alla distruzione del monastero di Lindisfarne ad opera dei vichinghi.

A livello cronologico, anche se la datazione precisa di questa poesia rimane piuttosto incerta, se si considera buona l'ipotesi che vede York come sfondo, si potrebbe pensare ad una scrittura successiva all'ultimo soggiorno dell'autore in suolo inglese (790 – 793), vicina agli ultimi anni della sua vita; se si considerano anche i contorni cronologici delle “sventure” di cui si è detto, si può spostare la composizione a poco dopo il triennio 793 – 796. 

## Terminologia e note
- v. 1: il termine latino cella significa letteralmente “camera” e allude in origine ad una precisa parte di un monastero, per poi assumere nel tempo – già a partire dal VI secolo – il significato più generico di “monastero”;
- v. 3: l'espressione “ramis resonantibus arbos” sembra trovare corrispondenza in un passo delle Georgiche di Virgilio (cfr. Georg. II, 81: “ramis felicibus arbos”);
- v. 4: il diminutivo silvula (“piccolo bosco”) potrebbe in realtà avere una ben più dolce sfumatura affettiva;
- vv. 8 - 11: vengono qui descritti vari elementi che animano il locus amoenus monastico, ognuno dei quali, nel contesto in cui l'autore scrive, è caricato di un valore fortemente simbolico; i pescatori sono simbolo di Cristo e degli apostoli, i gigli e le rose rappresentano rispettivamente la purezza delle vergini e il sangue dei martiri mentre il canto degli uccelli si sovrappone per analogia al canto con cui gli uomini gloriano Dio nell'ufficio del mattutino;
- v. 20: si tratta di un verso estremamente musicale, fondato su una catena di allitterazioni;
- v. 21: "Flacco" e "Omero" erano i soprannomi utilizzati da Alcuino ed Angilberto di Saint-Riquier all'interno della corte carolingia; qualcuno ha voluto vedere in questo verso la prova che in realtà l'ambientazione del carme non sia quella di York, dal momento che l'allievo Angilberto non vi mise mai piede;
- v. 30: è interessante notare il rallentamento stilistico creato dai piedi spondei, nel delineare un'immagine di decadenza senile che trova peraltro corrispondenza nel De clade Lindisfarnensis monasterii (cfr. v. 101 e ss.);
- vv. 31 – 33: il forte accumulo semantico di termini legati all'idea di fuga (cfr. fugitivum, fugis, fugiens, fugias) rende molto bene l'idea dello stato d'animo nel quale si trova l'autore, totalmente inerme di fronte alla tirannide del tempo.

## Paternità del testo
Non priva di discussioni è stata l'attribuzione di questo componimento ad Alcuino; Jean Mabillon dubita fortemente della paternità alcuiniana di questo carme, ritenendone responsabile l'abate Fridugiso, suo successore; l'editore Dümmler ne prende però le distanze, adducendo motivazioni stilistiche: “Io non dubito minimamente che Alcuino sia l'autore dell'allocuzione poetica” (MHG ed. cit., p. 243). Ad oggi la paternità alcuiniana del testo sembra essere data per certa.

### Fonti
- Alcuini (Albini), Carmina, ed. Ernst Dümmler in: Monumenta Germaniae Historica, Poetae Latini Aevi Carolini, vol. I, Weidmannos 1881, pp. 243 - 244, n. 23;
- Alcuino, Canti, ed. C. Carena, Firenze 1956;
- Alcuini, Carmina, ed. J. P. Migne, Patrologia Latina 101, Parigi 1863, coll. 1164-5;
- Alcuini sive Albini, Epistolae, ed. Ernst Dümmler in: Monumenta Germaniae Historica, Epistolae Karolini aevi, vol. II, Weidmannos 1895;
- Initia carminum Latinorum saeculo undecimo antiquiorum. Bibliographisches Repertorium für die lateinische Dichtung der Antike und des früheren Mittelalters cur. Dieter Schaller - Ewald Könsgen, adiuv. John Tagliabue, Göttingen 1977, n. 10934;
- F. Brunhölzl, Histoire de la littérature latine du Moyen Âge, trad. Henri Rochais, adiuv. Jean-Paul Bouhot, vol. I 2, Turnhout 1991, p. 45;
- Corpus Christianorum Continuatio Mediaevalis. Clavis Scriptorum Latinorum Medii Aevi. Auctores Galliae 735-987, cur. Marie-Hélène Jullien - Françoise Perelman, vol. 2, Turnhout 1999, pp. 41-2, n. ALC 11.23;

### Studi
- P. Godman, Alcuin's poetic style and the authenticity of «Mea cella», «StudMed» XX (1979) 555-576;
- F. Stella, La poesia carolingia, Firenze 1995;
- C. E. Newlands, Alcuin' s poem of exile: «O mea cella», «Mediaevalia» XI (1985) 19-27;
- S. Gibertini, Alcuino di York, Carme 23 Dümmler: una lettura, «EIKASMOS» XVI (2005), pp. 337 – 359;
- P. Zanna, Il carme Quisquis es hunc cernens: Dúngal, Aldelmo, Alcuino, in: Poesia latina Medieval, Firenze 2005, pp. 863 – 880;
- C. Bottiglieri, Carolingi monaci e poeti: un percorso di lettura, in: Il secolo di Carlo Magno. Istituzioni, letterature e cultura del tempo carolingio cur. Francesco Santi – Ileana Pagani, Firenze 2016, pp. X-377, 119 – 149.